# تسیتوندروینا
تسیتوندروینا (به لاتین: Tsitondroina) یک منطقهٔ مسکونی در ماداگاسکار است که در ایکالاماونی واقع شده‌است. تسیتوندروینا ۳۰٬۰۰۰ نفر جمعیت دارد و ۶۷۴ متر بالاتر از سطح دریا واقع شده‌است.